# 劉賡
劉 賡（りゅう こう、1186年 - 1233年）は、元に仕えた漢人文官の一人。字は熙載。洺州洺水県の人。

## 略歴
1276年（至元13年）に推薦を受けて国史院の編修官となり、以後監察御史などの職を歴任した。
1328年（天暦元年）に81歳で亡くなった。